# São Pedro do Sul (Brasile)
São Pedro do Sul è un comune del Brasile nello Stato del Rio Grande do Sul, parte della mesoregione Centro Ocidental Rio-Grandense e della microregione di Santa Maria.